# 汪桂芬
汪桂芬（1860年—1908年），名谦，字艳秋，号美仙，又号叔坪、晏亭，小名惠成。晚年信佛，自号德心大师，绰号汪大头、八不见。安徽潜山人。生于北京，清末京剧老生演员。
父汪年保（汪年宝）系春台班著名武生。汪桂芬因额广，人称“汪大头”。汪桂芬七岁起入春茂堂拜陈兰笙为师，学老生兼老旦，十四岁起先后入三庆班、四喜班演出，得程长庚、王九龄的教益。十九岁倒嗓后，投樊景泰门下改任场面（即乐队演奏员），为程长庚操琴。对程长庚的唱腔、说白演技耳濡目染，心领神会。程长庚故去后，光绪六年（1880年）汪桂芬嗓音恢复，弃琴改唱，出演老旦，一鸣惊人。于光绪八年（1882年）应聘在“春台班”演出，颇受欢迎，有“长庚再世”之誉。数年后名满京华。唱法宗程而有所改变，与谭鑫培、孫菊仙并称为京剧老生“后三杰”、“新三鼎甲”。
光绪十六年（1890年），汪桂芬到上海，在大观园、天福园等处演唱。光绪二十四年（1898年）返京，光绪二十八年（1902年）被选入清廷昇平署，充当民籍学生，俗称“内廷供奉”。光绪三十四年五月十二日（1908年6月10日），汪桂芬逝世。曾居住在北京市宣武区大外廊营、迟家胡同（今属永安路），东城区干面胡同。

## 作品
代表作有《取成都》、《文昭关》、《长亭会》、《战长沙》、《让成都》、《华容道》、《天水关》、《捉放曹》、《龙虎斗》，还有一部分老旦戏，如《打龙袍》、《钓金龟》、《游六殿》等。

## 传承
汪桂芬嗓音雄劲沉郁，行腔朴实无华，善于运用丹田气和脑后音（即“头腔共鸣”），发音吐字饱满，唱腔激越，善于表达悲愤慷慨的情感。有它独特的艺术风格，世称“汪派”。汪桂芬能戏很多，这从一个侧面反映他在表演艺术上文武兼长的多方面的才能。
汪派传人中，得到汪桂芬亲传的有王凤卿、张桂芬等人，刘永奎的老生戏也曾学于汪桂芬；私淑汪派者众多，有汪笑侬、吴桂芬、任长海、郭仲衡、刘叔度、刘贯一等。